# Ateneu Universitari Sant Pacià

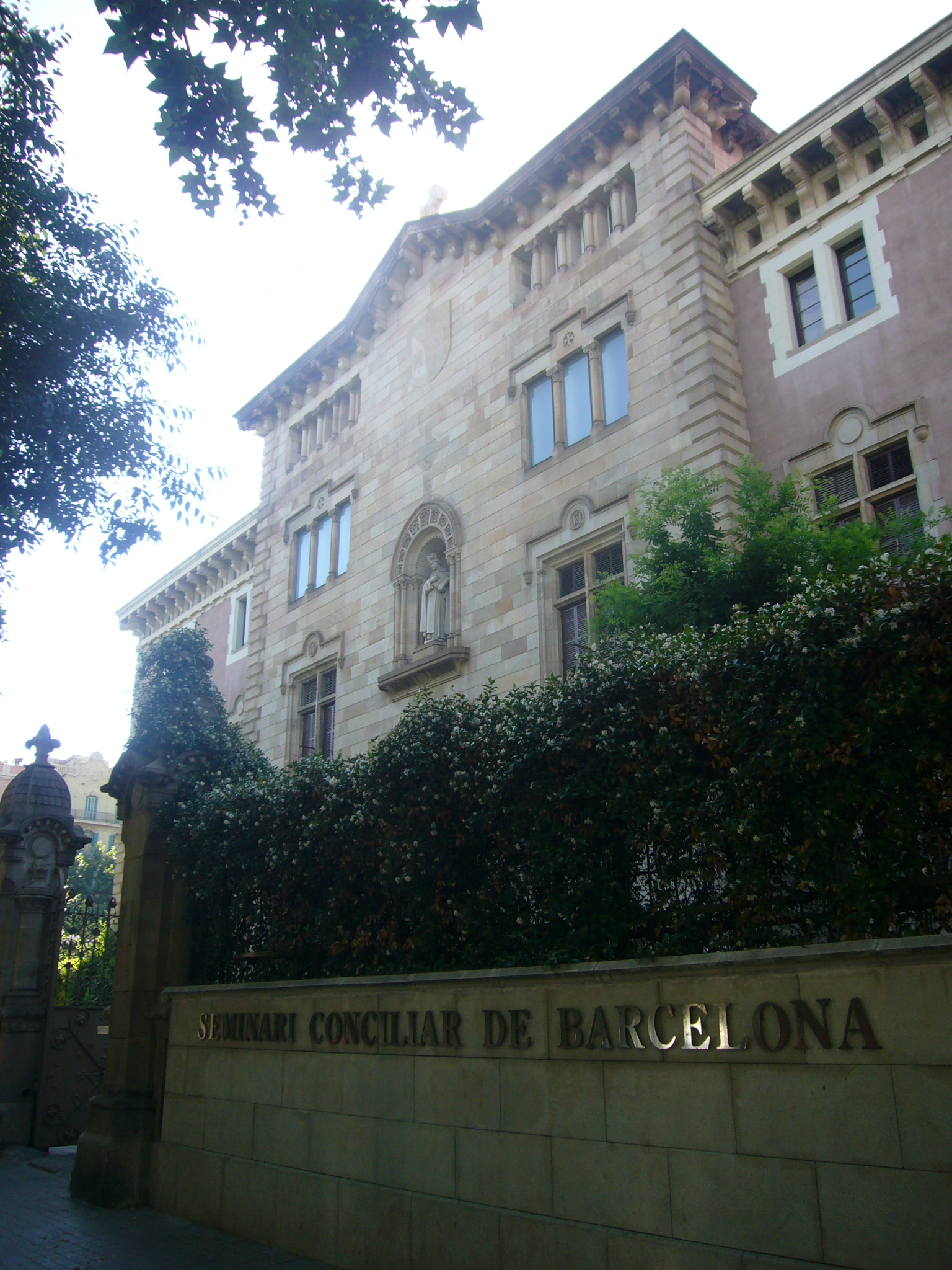
Seminari Conciliar de Barcelona der Ateneu Universitari Sant Pacià (2012)

Die Universität Athenaeum Sant Pacià (katalanisch Ateneu Universitari Sant Pacià; spanisch Ateneo Universitario Sant Pacià) ist eine römisch-katholische Privatuniversität mit Sitz in Barcelona.

## Überblick
Das Ateneu Universitari Sant Pacià wurde am 1. Oktober 2015 von der Kongregation für das katholische Bildungswesen kanonisch errichtet.
Mit der Gründung des Athenäums wurde drei bestehende kirchlichen Fakultäten, die es bereits in der Stadt Barcelona gab, unter einer einzigen Universitätseinrichtung zusammengeführt: die 1968 gegründete Theologiefakultät von Katalonien (Facultat de Teologia de Catalunya), die 1990 gegründete Philosophische Fakultät Kataloniens (Facultat de Filosofia de Catalunya) und die 2014 gegründete Antoni Gaudí-Fakultät für Geschichte, Archäologie und Christliche Künste (Facultat Antoni Gaudí d'Història, Arqueologia i Arts Cristianes).
Andererseits beherbergt das Ateneo über die Theologische Fakultät neun weitere Institutionen aus dem übrigen Katalonien, die eng mit ihm verbunden sind: das Institut für Fundamentaltheologie (Institut de Teologia Fonamentala), das Superior-Institut für Liturgie von Barcelona (Institut Superior de Litúrgia de Barcelona) und das Zentrum für theologische Studien auf Mallorca (Centre d'Estudis Teològics de Mallorca) und die Höheren Institute für Religionswissenschaften in Barcelona, Girona, Lleida, Mallorca, Tarragona und Vic (Instituts Superiors de Ciències Religiöses de Barcelona). Sie alle wurden vom Heiligen Stuhl errichtet, sind von ihm abhängig und unterliegen der Apostolischen Konstitution Sapientia Christiana (1980) und anderen päpstlichen Weisungen. 2020 wurde mit dem Institut für Liturgie eine weitere Fakultät errichtet.
Akademische Grade entsprechen gemäß einem Dekret von 2011 dem Bologna-Prozess für den Titel Batxiller en Teologia (Baccalaureatus in Theologia) dem offiziellen Universitätstitel Graduat oder Graduada, der Titel Llicenciat/da en Teologia (Licenciatus in Theologia) dem offiziellen Titel Màster Universitari und der Titel Doctor in Theologia (Doctor in Theologia) dem offiziellen Universitätstitel Doctor oder Doctora.